# Jeffrey Sparidaans
Jeffrey Sparidaans (* 8. September 1993 in Tilburg) ist ein niederländischer Dartspieler.

## Karriere
Jeffrey Sparidaans begann mit 17 Jahren mit dem Darts spielen. 2013 und 2014 an drei Qualifiern auf der European Darts Tour teil, konnte sich jedoch für kein Turnier qualifizieren. 2015 nahm er erstmals am World Masters teil, wo er jedoch zum Auftakt unterlag. Einen Monat später gewann Sparidaans die Czech Open, wo er unter anderem den Polen Krzysztof Ratajski schlug. Diesem Erfolg folgte das Finale beim Police Masters, ehe er 2016 auch die Swiss Open gewinnen konnte. Zudem wurde Sparidaans für seine Leistungen belohnt und zum Zuiderduin Masters eingeladen, wo im Finale Dean Reynolds unterlag. Im Folgejahr gewann der Niederländer das English Classic und nahm erneut am World Masters teil. Beim Hungarian Classic folgte ein weiterer Turniersieg und die damit verbundene Qualifikation für die BDO World Darts Championship 2018. Beim seinem WM-Debüt unterlag er allerdings dem Schweden Dennis Nilsson. In der Folgezeit wurden die Erfolge weniger, zwar nahm er noch an der World Trophy 2018 und am Finder Darts Masters 2018 teil, konnte aber keine weiteren Turniere für sich entscheiden.
Anfang des Jahres 2023 holt sich Sparidaans am ersten Tag der Final Stage bei der PDC European Qualifying School in Kalkar den Tagessieg. Somit erhielt er eine Tour Card für die PDC Pro Tour. Beim vierten und siebten Event der Players Championships 2023 erreichte er erstmals das Achtelfinale. Zudem gab er sein Debüt bei den UK Open 2023, wo er zum Auftakt gegen Graham Hall verlor. Seinen ersten Auftritt auf der European Darts Tour konnte er bei den Czech Darts Open 2023 geben, wo er mit 5:6 in der ersten Runde Karel Sedláček unterlag. Es kamen noch zwei weitere Achtelfinale in der zweiten Jahreshälfte hinzu, für ein weiteres Major qualifizierte er sich jedoch nicht.
Bei den UK Open 2024 verlor Sparidaans sein Auftaktmatch gegen Christian Perez mit 2:6. Auch in seinem zweiten Profi-Jahr stand Sparidaans in zwei Achtelfinale und qualifizierte sich für ein European Tour-Event, den European Darts Grand Prix, wo er auch erstmals ein Spiel gewann. Mit 6:1 setzte er sich klar gegen Callan Rydz durch, bevor er in der zweiten Runde Josh Rock mit 2:6 unterlag. Für ein weiteres Turnier qualifizierte er sich daraufhin nicht, sodass Sparidaans am Ende des Jahres seine Tour Card wieder abgeben musste.
Bei der Q-School 2025 erhielt er sie daraufhin trotz direkter Teilnahme an der Final Stage nicht zurück. Sparidaans nahm daraufhin an den Dutch Open 2025 teil. Hierbei zog er nach Siegen unter anderem über Corné Groeneveld, Vincent van der Meer, Daniel Zapata, Mario Robbe und Danny van Trijp ins Finale ein, welches er mit 3:0 in Sätzen gegen den US-Amerikaner David Fatum gewann und somit seinen ersten Titel bei einem Major-Turnier und seinen ersten Platin-Titel bei der WDF einfahren konnte. Er qualifizierte sich dadurch außerdem auf direktem Wege für die WDF World Darts Championship 2025.

## Weltmeisterschaftsresultate

### BDO
- 2018: Vorrunde (0:3-Niederlage gegen  Dennis Nilsson)

### WDF
- 2025: qualifiziert

## Titel

### WDF
- Platin-Turniere
  - Dutch Open: (1) 2025